# Lagoon-patak
A Lagoon-patak Ausztrália északi részén, az Északi területen folyik. A patak mindössze 45 méteres tengerszint feletti magasságban ered a Lagoon Hillen. A patak a forrásától északi irányban folytatja útját, majd mintegy 15 kilométer megtétele után a Blackmore-folyóba ömlik.

## Éghajlat
A Lagoon-patak vidékén trópusi monszunéghajlat uralkodik két jól megkülönböztethető évszakkal, a száraz és az esős évszakkal. A száraz évszak áprilistól szeptemberig tart, mintegy hat hónapon keresztül. A szeptemberi átlagos csapadékmennyiség 24 mm, miközben az októbertől márciusig tartó esős évszakban a havi átlagos csapadékmennyiség eléri a 240 mm-t. A leghevesebb esőzések december és április eleje közt vannak a vidéken. 